# هیلز

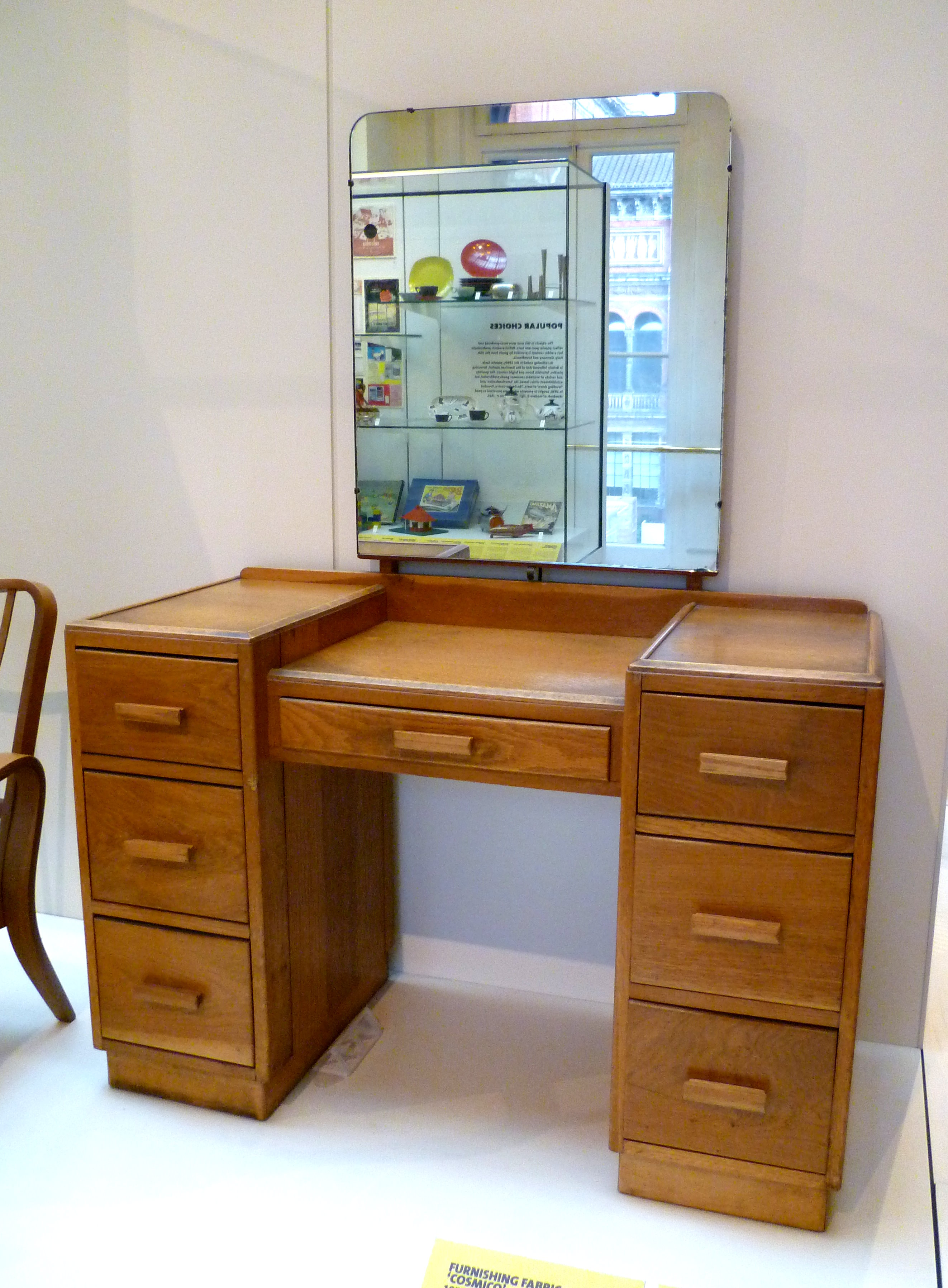
میز آرایش Heal & Son سال 1947

هیلز یا شرکت هیل اند سان (Heal's) فروشگاه بزرگی در شهر لندن است. این فروشگاه اسباب و اثاثیه مدرن و لوکس عرضه می کند. هیلز در مرکز لندن است که به وسیله امبروس هیل به ساختمان فعلی منتقل گردید. این فروشگاه به وسیله پدر امبروس هیل شروع به کار کرد.